# Rechte Mitte HeimatHamburg

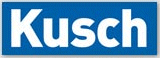
Parteilogo

Rechte Mitte HeimatHamburg –  bis 2007 HeimatHamburg, Kurzbezeichnung Kusch – war eine Partei, die von 2006 bis 2008 existierte. Sie war ausschließlich in Hamburg aktiv. Parteivorsitzender und Gründer war der vormalige Hamburger Justizsenator Roger Kusch.

## Struktur und Programmatik
Die Rechte Mitte HeimatHamburg hatte knapp 100 Mitglieder. Neben dem Vorsitzenden Roger Kusch bestand der Parteivorstand aus dem stellvertretenden Parteivorsitzenden Christian Rüß, dem Schriftführer Herbert Otten, dem Schatzmeister Carsten Rahlf sowie dem Geschäftsführer Guy Seidel. Sie unterhielt die Nachwuchsorganisation jungeHeimat sowie die Studentenorganisation uniHeimat.
Die Partei untergliederte sich im Gegensatz zu den in der Hamburger Bürgerschaft vertretenen Parteien nicht in Gebietsverbände. Die Schwerpunkte des politischen Programms konzentrierte sich auf die Innere Sicherheit, insbesondere die Jugendkriminalität. Darüber hinaus waren die politische Kommunikation geprägt von den Themen:
- Sterbehilfe, welche der Hauptkandidat und Parteivorsitzende Roger Kusch auch mit einem eigenen Verein vertrat
- Abschaffung des Jugendstrafrechts
- Verschärfung des Kampfes gegen Drogen
- Schuldenabbau
- Seniorengerechte Stadt
- Weniger Staat

## Geschichte
Nachdem der Hamburger Justizsenator Roger Kusch im März 2006 aufgrund der unerlaubten Weitergabe vertraulicher Unterlagen aus dem Amt entlassen worden war, trat er aus der CDU, die er als „zu links“ bezeichnete, aus und gründete am 23. April 2006 unter dem Namen HeimatHamburg eine eigene Partei. Auf einem Parteitag am 1. Juli 2007 wurde die Umbenennung in Rechte Mitte HeimatHamburg beschlossen. Außerdem wurde ein Grundsatzprogramm beschlossen, welches zugleich auch als Wahl- und Regierungsprogramm dienen sollte.
Die Rechte Mitte HeimatHamburg trat im Februar 2008 mit der Teilnahme an der Bürgerschaftswahl in Hamburg erstmals zu einer Wahl an. Die Landesliste umfasste 24 Kandidaten. In 13 von 17 Bürgerschaftswahlkreisen hatte die Partei eigene Wahlkreislisten aufgestellt, auf denen sich insgesamt 29 Kandidaten direkt um ein Mandat bewarben. Bei den zeitgleich stattfindenden Wahlen zu den Bezirksversammlungen bewarb sich die Partei in sechs Bezirken und 15 Wahlkreisen mit eigenen Bezirks- und Wahlkreislisten. Unter den Mitgliedern und Kandidaten der Partei befanden sich mehrere ehemalige Funktionäre und Bürgerschaftsabgeordnete der Partei Rechtsstaatlicher Offensive, die von Ronald Schill gegründet worden und von 2001 bis 2004 in der Bürgerschaft vertreten war. Bei der Wahl erhielt die Rechte Mitte HeimatHamburg 0,5 % der Stimmen. Aufgrund der geringen Unterstützung beschloss Roger Kusch, sich aus der Politik zurückzuziehen. Die Partei löste sich am 7. April 2008 auf.